# 错把太太当帽子的人
《錯把太太當帽子的人》（英語：The Man Who Mistook His Wife for a Hat and Other Clinical Tales，又譯《錯把妻子當帽子 》）是1985年發行的書，內容為英國神經內科學家奧利佛·薩克斯一些病人的案例。書名來自書中一位視覺失認症男子的研究案例。本書包含24篇文章，以大腦的不同機能為主題劃分成4章節：前面兩章節詳述「缺陷」與「過量」（特別強調右半腦），而第三四章則是參考精神障礙的人們如何自發性回憶、反覆改變看法、異常的心智現象。書中部分案例由麥克·尼曼改編為同名歌劇。

## 內容
1. ｢迷失的水兵」是關於一位叫傑米G的人，他由於長期酗酒而得了科尔萨科夫综合征，因而失去形成新記憶的能力。二戰結束後，他無法記住生活中的事，包含前幾分鐘才發生的事情。他一直覺得自己還活在1945年（這部分蓋過了他1970-1980年的生活），除了他無法記得過去與現在的生活，他表現得像是一位正常且聰明的年輕男子。他在不斷忘記中努力尋找生活意義、滿足與喜悅。
2. 「總統的演講」[2]是關於在失語症和失語症的病房裡聽一位不知名的演員演總統在演講「舊有的魅力」（推測應該是羅納德·雷根總統）。很多在第一組的組員嘲笑這個演講，薩克斯說大家會笑他是因為他的臉部表情和不真誠的聲調。另一組的一位女性則批評總統句子的結構說得不好。
3. 「脫離現實的女人」寫一位女子喪失本體感覺的獨特案例（相對於身體其他相鄰部位的位置感）。
4. 「在水平上」另一個案例也包含本體感覺的損壞，薩克斯醫生訪問了一位病人，發現他無法直立行走，也失去了原有的平衡，因為帕金森氏症損害了他的內耳。這位病人將自己的平衡感與木匠的水平儀作比較，建議在眼鏡中建構一個類似的水平儀，這樣他就可以通過視覺來判斷他的平衡。
5. 「雙胞胎」是在描述自閉症患者。薩克斯醫生認識一對不會閱讀，也不會乘法運算的雙胞胎兄弟。然而他們會玩一個找最大質數的遊戲，雙胞胎能夠自發地想出這些數字，從6-20位數字中，薩克斯為了要加入他們，需要借助質數的書。這個案例被用在電影《紙牌屋》中，由湯姆‧李‧瓊恩領銜主演。雙胞胎快速地數出111根掉落的火柴，同時找出111是3個37組成的。這個故事被東京大學的山口誠所質疑，他懷疑實際上沒有一本能夠描述大質數的書；依據可靠的科學報告指出，快速數出巨大數目的東西大多都是猜測。[3][4]自閉症學者丹尼爾·譚米特指出，雙胞胎提供的火柴盒他們可能已經事先數過了，指出111的價值（特別的漂亮，就像火柴一樣）。[5]
6. 「皮下的狗」是關於一位22歲叫史蒂芬 D的醫學生，在一個晚上他受到安非他命、古柯鹼、五氯苯酚的影響，醒來後他的嗅覺變很靈敏，多年後薩克斯承認他就是醫學生史蒂芬 D。

## 大眾文化
該書的同名歌劇于1986年由倫敦當代藝術製作，克里斯弗·勞倫斯編劇，邁克爾·莫里斯執導，邁克爾·尼曼根據原劇本來製作音樂；電視版本的歌劇隨後在英國播出。彼得·布魯克改編薩克斯的書成為一個戲劇作品《種樹的男人》，1993年在巴黎北方劇場首次上演。一個印度的劇場根據這本書製作了一齣叫《藍杯子》的戲，由雷傑特·卡普爾、康柯納·森·莎瑪、藍弗爾·索蘭和維納·帕克主演。《那個男人》是一張蘇格蘭獨立流行樂團崔維斯樂團的專輯，也以這本書來命名。在電視秀《天涯小築》其中一集，傑利·格爾吉奇與他誘人的妻子，蓋兒的關係很令人驚訝，是假設為書中一個案例。